# Секач (филм)
Секач (енгл. The Cutter) је амерички акциони филм из 2005. године са Чаком Норисом у главној улози. 

## Радња филма
Пре много година, јувелир Исак Телер био је у немачком концентрационом логору. У замену за живот, морао је да исече дијаманте Трећег рајха. Након завршетка рата и ослобођења из заточеништва, Исак је развио свој јединствени систем резања. Али изненада се у његовом мирном животу појављује сенка прошлости - нацистички пуковник који је контролисао сечу за Хитлера у логору. Он шаље убицу Дирка да киднапује Исакову нећаку Елизабету како би га натерао да поново ради за њега. Али приватни детектив Џон Шепард изненада интервенише у случају.

## Улоге
| Глумац           | Улога            |
| ---------------- | ---------------- |
| Чак Норис        | Џон Шепард       |
| Јоана Пакула     | Елизабет Телер   |
| Данијел Бернхард | Дирк Крос        |
| Берни Копел      | Исак Телер       |
| Тод Џенсен       | Агент Паркс      |
| Трејси Скогинс   | Алена            |
| Маршал Тиг       | Поручник Мур     |
| Дерон Макби      | Алекс            |
| Курт Ловенс      | Пуковник Спирман |
| Марк Иванир      | Др. Јозеф        |
| Арон Норис       | Ентони Мајлан    |